# Linia kolejowa Mieszewo – Resko Północne Wąskotorowe
Linia kolejowa Mieszewo – Resko Północne Wąskotorowe – rozebrana wąskotorowa linia kolejowa  łącząca Mieszewo z Reskiem. Pierwszy odcinek z Mieszewa do Żelmowa został otwarty 26. lipca 1897 roku. 18. listopada 1907 roku, linię wydłużono do stacji Resko Północne Wąskotorowe. W 1959 roku całą linię zamknięto dla ruchu pasażerskiego, a w 1995 także i towarowego. Do tego roku linia służyła do przewozu taboru na naprawy z Dobrej Nowogardzkiej i Ińska do Reska. Wiosną 2007 roku całą linię fizycznie zlikwidowano. Na całej długości była jednotorowa, a rozstaw szyn wynosił 1000 mm.